# Ла-Хоркетта Рейнджерс
«Ла-Хорке́тта Ре́йнджерс» (англ. La Horquetta Rangers Football Club) — тринидадский профессиональный футбольный клуб из района Ла-Хоркетта города Арима. Выступает в ТТ Про-лиге, высшем футбольном дивизионе Тринидада и Тобаго. Проводит домашние матчи на стадионе «Ла-Хоркетта Рекриэншнл Граундс».

## История
Футбольный клуб «Суперстар Рейнджерс» был основан в 1979 году. С 2006 года клуб начал выступать в ТТ Про-лиге. В 2008 году клуб сменил название на «Сент-Эннс Рейнджерс».
«Сент-Эннс Рейнджерс» являлся завсегдатым аутсайдером Про-лиги — в сезонах 2011/12, 2013/14, 2014/15, 2015/16 и 2017 клуб замыкал итоговую турнирную таблицу.
В январе 2019 года клуб был приобретён компанией Terminix Trinidad, которая перевезла его в Ла-Хоркетту и переименовала в «Терминикс Ла-Хоркетта Рейнджерс».
Ранее представлял район Сент-Эннс города Порт-оф-Спейн.